# Thelma Carló
Thelma Carló fue una actriz y vedette argentina de larga trayectoria.

## Carrera
Thelma Carlo fue una popular actriz de teatro que participó en decenas de obras revisteriles junto a primeros capo cómicos del momento. Trabajó como figura exclusiva del famoso Teatro Maipo, donde supo desplomar sus plumas en su rol de primera vedette. Integró por muchos años "Compañía Argentina de Grandes Revistas" dirigida por Antonio Botta y Marcos Bronenberg de la talla de Marcos Caplán, Carlos Castro (Castrito), Adolfo Stray, Dringue Farías y Tato Bores.
Perteneció a la camada de vedettes de grandes figuras y rostros marcados como Sofía Bozán, Maruja Montes, María Esther Gamas, Alicia Márquez, Nené Cao, Ámbar La Fox, Juanita Martínez, Beba Bidart, entre otras.
Se retira del ambiente artístico a mediados de la década del '50.

## Teatro
- 1945: Melodías del mundo, estrenada en Río de Janeiro con dirección de León Alberti. Con Fernando Borel, Paloma Cortes, Vicente Forastieri, Antonio Provitilo y Elisa Castaño.[1]
- 1946: ¡Hay “Ensueños" que son mulas! con Marcos Caplán, Sofía Bozán, Dringue Farías, Gloria Ramírez, Aída Olivier, Luis García Bosch y Mario Fortuna.
- 1946: O Mundo É Uma Dançar, en el Teatro Río (Río de Janeiro) con Nené Cao, Roberto García Ramos, Rafael García, Victor Martucci y Carmen Rodríguez.
- 1946: ¡Que frío andar sin saco! con la "Compañía Argentina de Grandes Revistas".
- 1948: Aquí ganamos la mayoría, en el Teatro Maipo, junto a Marcos Caplán, Iris Donnath, Zoraida Marrero, Sofía Bozán, Carmen Idal, Carlos Castro, Dringue Farías y Amalia Montero.[2]
- 1948: ¿Qué sucede Buenos Aires?
- 1949: Otra cosa son rumores.
- 1950: Historia Cómica de una Revista Seria, con Diana Montes, Amalia Montero, Luis García Bosch, Carlos Castro, Adolfo Stray, Marcos Caplán, Vicente Rubino, entre otros.
- 1950: Cuando las cazan modelos.
- 1950: ¡Qué de cosas se ven en el Maipo! (¡Que de cosas hay que ver!), con  la Compañía Argentina de Grandes Revistas, junto a Carlos Castro, María Esther Gamas, Alfredo Barbieri, Ubaldo Martínez, Vicente Rubino, Nélida Roca, Angelica Montes, Marión Pontes, Ethel Monte,  Estrellita del Valle y Emilio del Río.[3]
- 1950: Las alegres noches del Maipo, dirección de Antonio Botta, con Marcos Caplán, Adolfo Stray, Carlos Castro, María Esther Gamas, Jovita Luna, Luis García Bosch, Beba Bidart, Diana Montes, Nélida Roca y Dringue Farías.